# Denel
Denel SOC Ltd es un conglomerado empresarial estatal de Sudáfrica dedicado principalmente a la tecnología militar y aeroespacial.

## Historia
Denel se estableció en 1992 cuando las subsidiarias de fabricación de Armscor se separaron para que Armscor se convirtiera en la agencia de adquisiciones de las Fuerzas de Defensa de Sudáfrica (South African Defence Force - SADF), ahora conocida como las Fuerzas de Defensa Nacional de Sudáfrica (South African National Defence Force - SANDF). Las empresas de fabricación se agruparon bajo Denel, organizadas como divisiones. 
Con sede en Centurion, provincia de Gauteng, es la mayor empresa de armamento de propiedad estatal de Sudáfrica. La empresa venía experimentando importantes problemas financieros desde 2015 y en 2021 se anunció en el Parlamento que Denel estaba al borde de la insolvencia. La compañía declaró que sus problemas se debían a la disminución de los presupuestos de defensa locales, relaciones debilitadas con clientes y proveedores clave, incapacidad de retener o atraer personal calificado, disputas salariales y una rebaja de calificación de la agencia Fitch.

## Divisiones
Las siguientes divisiones forman parte de Denel:
- Denel Aeronautics que incorpora a Denel Technical Academy
- Denel Dynamics
- Denel Industrial Properties
- Denel Integrated Systems and Maritime
- Denel Land Systems
- Denel Mechem
- Denel Overberg Test Range
- Denel PMP
- Denel Vehicle Systems